# Seyf-e Pā'īn
Seyf-e Pā'īn (persiska: سِيفِ سُفلَى, سِيفِ پائين, سِيف, سِفِ پائين, سیف پائین, Seyf-e Soflá, Seyf-e Pā’īn) är en ort i Iran.   Den ligger i provinsen Kurdistan, i den nordvästra delen av landet, 500 km väster om huvudstaden Teheran. Seyf-e Pā'īn ligger 1 441 meter över havet och antalet invånare är 547.
Terrängen runt Seyf-e Pā'īn är kuperad.Runt Seyf-e Pā'īn är det ganska tätbefolkat, med 60 invånare per kvadratkilometer. Närmaste större samhälle är Marivan, 6,7 km söder om Seyf-e Pā'īn. Trakten runt Seyf-e Pā'īn består till största delen av jordbruksmark.